# ديفيد باتون (مغني)
ديفيد باتون (بالإنجليزية: David Paton)‏ هو عازف قيثارة ومغني بريطاني، ولد في 29 أكتوبر 1949 في إدنبرة في المملكة المتحدة.

## وصلات خارجية
- الموقع الرسمي
- ديفيد باتون على موقع IMDb (الإنجليزية)
- ديفيد باتون على موقع ميوزك برينز (الإنجليزية)
- ديفيد باتون على موقع أول ميوزيك (الإنجليزية)
- ديفيد باتون على موقع ديسكوغز (الإنجليزية)